# Цвигун, Семён Кузьмич
Семён Кузьми́ч Цвигу́н (28 сентября 1917 — 19 января 1982) — советский государственный деятель. Первый заместитель председателя КГБ СССР (24 ноября 1967 — 19 января 1982). Курировал второе (контрразведка), третье (военная контрразведка), пятое (борьба с идеологическими диверсиями) управления КГБ СССР и Главное управление Пограничных войск КГБ СССР. Генерал армии (1978). Герой Социалистического Труда (1977). Член ВКП(б) с 1940 года, член ЦК КПСС (1981 год). Депутат Верховного Совета СССР 7-го, 8-го, 9-го и 10-го созывов. Выступал как литератор и сценарист.

## Биография
С. К. Цвигун родился 15 (28) сентября 1917 года в селе Стратиевка Ольгопольского уезда Подольской губернии (ныне Чечельницкого района Винницкой области Украины). Украинец.

### Довоенная биография
В 1937 году окончил исторический факультет Одесского педагогического института. В 1937—1939 гг. учитель, директор средней школы в Одесской области. С осени 1939 года в органах НКВД.

### Участие в Великой Отечественной войне
Согласно официальным сведениям, участник Великой Отечественной войны на Юго-Западном, Южном, Северо-Кавказском, Сталинградском, Донском, Западном фронтах. По собственным словам, воевал в партизанских отрядах.
10 января 1943 года в ходе Ростовской наступательной операции в станице Богоявленской Николаевского района Ростовской области в момент прорыва танков и автоматчиков противника 1271-й стрелковый полк 387-й стрелковой дивизии, к которому был прикреплён старший оперуполномоченный особого отдела дивизии младший лейтенат госбезопасности Цвигун, без команды начал отступать. C. Цвигун "взял в свои руки инициативу руководства боем, выправил создавшееся тяжёлое положение",  за это был награждён орденом Красной Звезды.
В наградном листе также указано, что С. К. Цвигун по состоянию на 30 марта 1943 года участвовал в боях за оборону Одессы, Севастополя, в боях на Халхин-Голе, Донском фронте. 22 декабря 1942 года награждён медалью "За оборону Одессы", как начальник отделения разведгруппы подполковника Баландина.

### Послевоенная карьера
С 1946 года в МГБ Молдавской ССР. В 1951—1953 — заместитель главы МГБ Молдавии. В 1953—1955 — заместитель главы МВД, заместитель председателя КГБ Молдавии. В 1955—1957 годы — первый заместитель председателя КГБ Таджикской ССР. В 1957—1963 годы — председатель КГБ Таджикской ССР. В 1963—1967 — председатель КГБ Азербайджанской ССР.
23 мая 1967 года назначен заместителем председателя КГБ СССР. С ноября 1967 года — первый заместитель председателя КГБ СССР. 13 декабря 1978 года присвоено воинское звание генерал армии.
С 1971 года — кандидат в члены ЦК КПСС. С 1981 года — член ЦК КПСС.

### Член «молдавского клана»
Цвигун, так же как К. У. Черненко и С. П. Трапезников, работал в Молдавской ССР одновременно с Брежневым. Именно этим обстоятельством объясняют его назначение на высокий пост в руководстве КГБ СССР с приходом Брежнева на должность Генерального секретаря ЦК КПСС.

## Смерть
Согласно официальной версии, в конце жизни Семён Цвигун тяжело болел раком лёгких. 19 января 1982 года он покончил жизнь самоубийством.
Версию о том, что перед смертью Цвигун болел раком, опровергал его лечащий врач — академик Михаил Израилевич Перельман. В 1971 году именно Перельман оперировал Цвигуна по поводу рака лёгкого и подтвердил полное восстановление своего пациента, а спустя десять лет — в декабре 1981 года (за три недели до смерти Цвигуна) участвовал в консилиуме врачей и засвидетельствовал отсутствие у Цвигуна рецидива рака и других опухолей. Об этом Перельман сначала заявил в документальном фильме «Генерал Цвигун. Последний выстрел», а позже написал в своей книге «Гражданин Доктор».
Семья С. К. Цвигуна после его кончины получила на руки свидетельство о смерти, где в графе «Причина» значилась «Острая сердечная недостаточность».
Цвигун похоронен в Москве на Новодевичьем кладбище (участок № 7).

## Семья
- Жена — Роза Михайловна Цвигун, урождённая Ермольева (1924—2013) — прозаик, член Союза писателей СССР, публиковалась под девичьей фамилией[12][13][14][15][16], лауреат премии журнала ЦК ВЛКСМ «Смена» за 1980 г.[17] и премии года журнала «Огонёк» за 1976 г.[18] и 1979 г.[19]; 
  - Сын — Михаил (1944—2016) — дипломат, чрезвычайный и полномочный посол РФ в Джибути (1995—1999) и Республике Конго (2003—2009); У него дочь  Юлия Михайловна Цвигун (род. 1982) адвокат;
  - Дочь — Виолетта (1945—2012), врач, кандидат медицинских наук[20], была награждена Золотой медалью ВДНХ СССР[21], имела авторское свидетельство на изобретение № 1279640[22]; Замужем за Владиславом Власовичем Ничковым, у них дочь  Виолетта Владиславовна Ничкова (род. 1974), выросла во Франции (1981-1988), тележурналист, сценарист.

## Воспоминания и оценки коллег и современников
В одном из своих последних интервью экс-председатель КГБ Владимир Крючков вспоминал о последних годах Цвигуна более подробно: «Он очень сильно болел. У него нашли рак… головного мозга! А до этого он перенёс большую тяжёлую операцию. Был очень волевой человек. Взялся за себя. Соблюдал режим. И ещё 10 лет прожил. Когда была операция, ему удалили часть лёгкого. Однако пошли метастазы. Он полностью отдавал себе отчёт, что с ним. И, видимо, чтобы не мучиться, месяца через два после того, как узнал об этом, он принял такое решение». Крючков также опроверг слух о Цвигуне, что тот якобы «копал против дочери Брежнева».
Наблюдатели отмечали отсутствие подписи Брежнева и других членов Политбюро кроме непосредственного начальника Цвигуна Андропова под некрологом по случаю смерти С. К. Цвигуна. На похоронах Цвигуна члены семьи Брежнева также отсутствовали.
Сослуживец Цвигуна, первый заместитель председателя КГБ СССР, генерал армии Филипп Бобков опубликовал воспоминания о Цвигуне, содержание которых сильно расходится с его официальной биографией.
Ф. Д. Бобков отмечает, что в годы Великой Отечественной войны Цвигун вообще не был на фронте, из Сталинграда ещё до начала боёв он был отозван из военной контрразведки в тыл, в Чкаловскую область. После войны работал в Москве, а затем был переведён в Молдавию, где подружился с Брежневым. «Среди профессиональных чекистов, — указывает Бобков, — Цвигун отнюдь не слыл авторитетом». В годы работы в КГБ Цвигун написал и издал ряд книг и сценариев о жизни и борьбе партизан против немцев, из которых следовало, что и он сам является героем партизанского движения. Этот вымысел, указывает Бобков, затем стал гулять по страницам советских газет, а потом даже вошёл во все советские энциклопедии. По утверждению Бобкова, «Цвигун не относился к числу принципиалов, которые способны проявить характер и идти до конца в споре с начальством. Напротив, он никогда не вступал в полемику и старался обходить острые углы». В последние месяцы жизни Цвигун был тяжело болен раковой опухолью, «которая расправлялась с этим могучим человеком», на службу из-за болезни уже не ходил, и в ЦК партии в день самоубийства никак быть не мог. Когда страдания стали непереносимы, принял решение добровольно уйти из жизни. Брежнев был потрясён трагедией, но не решился подписать некролог самоубийцы.
В другом месте Бобков вспоминал о нём, что его назначение на пост второго первого заместителя председателя КГБ при Андропове «стало неожиданным, хотя его хорошо знали как кадрового чекиста, руководившего КГБ Таджикистана и Азербайджана. Неожиданность была в том, что он никогда не "предлагал" себя на такой пост в отличие от равных ему по должности коллег. Объяснение искали не долго; у Цвигуна были давние, добрые отношения с Л. И. Брежневым, сложившиеся по работе в Молдавии. На новом посту Цвигун целиком отдавал себя делу, стойко боролся с тяжелой болезнью. Его добровольный уход из жизни, на мой взгляд, проявление великого мужества».
В сентябре 1975 года авторитетная индийская газета «The Hindu» со ссылкой на британский журнал «New Statesman» опубликовала статью «Господин Брежнев и КГБ», в которой назвала Цвигуна наиболее вероятным преемником Андропова на посту главы КГБ и дала высокую оценку его профессиональным качествам: «Намеренное повышение позиций Цвигуна предполагает, что он является назначенным кандидатом на место преемника Андропова. Выбор будет интересен по нескольким причинам. После Берии Цвигун был бы первым главой КГБ, кто прошёл в организации весь путь наверх с самых корней. Он вступил в органы госбезопасности в возрасте 23 лет в 1939 году, после того, как два года проработал школьным учителем. С тех пор он шёл наверх неуклонно. До 1967 г. он был главой КГБ в Азербайджане, одной из кавказских республик, где он стал известен как человек, осуществивший чистку крайне коррумпированной партийной и государственной верхушки республики»
О слухах, связанных с его смертью, повествовал Леонид Млечин.
По воспоминаниям Фëдора Бурлацкого: "Ходят упорные слухи, что кто-то через врачей мстит вам за борьбу с коррупцией. За Щелокова, за Цвигуна. За Галю Брежневу. Надо бы тщательно проверить"

## Творческая деятельность
Автор книг о разведчиках (книги — под собственным именем, киносценарии — под псевдонимом Семён Днепров; в основном отражены собственные впечатления в собирательном образе Млынского):
- «Бдительность — наше оружие». Душанбе, 1962
- «Невидимый фронт». Баку, 1966
- «Мы вернёмся». М., Советская Россия, 1971
- «Тайный фронт». М., Политиздат, 1973—400 с., 200 000 экз.
- «Возмездие». Киносценарии. М., Искусство, 1981
- «Ураган». М., Молодая гвардия, 1982,

а также сценарии к фильмам:
- «Фронт без флангов» (1974)
- «Фронт за линией фронта» (1977)
- «Фронт в тылу врага» (1981)
- «Возмездие» (1981)

Под псевдонимом «генерал-полковник С. К. Мишин» консультировал создателей телесериала «Семнадцать мгновений весны» и фильма «Укрощение огня» (под собственными именем и фамилией).
Именно его слова в поддержку стали решающими, когда коллегия КГБ СССР обсуждала вопрос о выпуске на экраны многосерийного телевизионного фильма «Адъютант его превосходительства».
Приглашался на должность главного консультанта фильма «Тегеран-43», но вынужден был отказаться из-за уже прогрессировавшего к тому времени тяжёлого заболевания. Поэтому главным консультантом фильма «Тегеран-43» стал В. М. Чебриков.
По свидетельству Леонида Млечина: "Осведомленным людям известны имена профессиональных литераторов, которые «помогали» Цвигуну".

## Образ С. К. Цвигуна в массовой культуре
- Генерал Цвигун — один из героев романа Юлиана Семёнова «Тайна Кутузовского проспекта» (1990).
- Об одной из версий смерти генерала повествует роман Э. В. Тополя и Ф. Е. Незнанского «Красная площадь» (1983). Одним из главных действующих лиц произведения стал первый заместитель председателя КГБ СССР генерал Вигун, в редакции 2010-х годов Мигун (прототипом которого послужил Семён Цвигун). В 2004 году по мотивам романа снят телевизионный сериал. Роль генерала (в сериале у него фамилия Вигун) сыграл актёр Валерий Хлевинский.
- Об одной из версий смерти генерала повествует роман Игоря Минутко «Бездна» (2002). Прототипом первого заместителя председателя КГБ генерала Цагана Сергея Кузьмича послужил Семён Цвигун.
- В романе Йосефа Шагала «КГБ в смокинге» является одним из действующих лиц под собственной фамилией.
- В романе Эдуарда Тополя «Чужое лицо» является одним из действующих лиц под собственной фамилией.
- В 2004 году состоялась премьера документального фильма «Генерал Цвигун. Последний выстрел», автором которого выступила внучка генерала Цвигуна — тележурналист Виолетта Ничкова[28]
- В телесериале «Последнее дело Черкасова» (2023) роль Цвигуна сыграл актёр Владимир Матвеев.

## Награды
- Золотая медаль «Серп и Молот» Героя Социалистического Труда (27.09.1977)
- два ордена Ленина (30.10.1967; 27.09.1977)
- орден Октябрьской Революции (31.08.1971)
- орден Красного Знамени (28.04.1980)
- два ордена Красной Звезды (30.03.1943; 10.12.1964)
- иностранные ордена
- премия Ленинского комсомола (1979) и Государственная премия РСФСР имени братьев Васильевых (1978) — за сценарии фильмов «Фронт без флангов» (1974) и «Фронт за линией фронта» (1977)
- Орден «Возрождение Польши» степени Командора (Польша)
- Орден «За заслуги перед Отечеством и народом» (ГДР)
- Большой крест Военных заслуг полковника Франсиско Болоньези (Перу)